# Протесты 1968 года
Протесты 1968 года включали в себя различные протестные выступления молодёжи в разных странах мира.
Во многом эти протесты были направлены против участия США в войне во Вьетнаме (прежде всего в самих США), но также протестующие боролись за права человека, против расизма, выступали в поддержку феминизма и защиту окружающей среды. Идеологами протестов были новые левые.

## Причины и последствия протестов
Протесты в США и странах Западной Европы происходили на фоне стабильного экономического роста. Так, в США в 1961—1966 годы валовой национальный продукт рос примерно на 4—6 % в год, в два раза быстрее темпов пяти предыдущих лет, безработица сократилась до рекордно низкого уровня. Причины протестов были не экономическими, а мировоззренческими.
После окончания Второй мировой войны во всех воевавших странах происходил бурный рост рождаемости (бэйби-бум), многочисленное поколение людей, появившихся на свет в это время, выросло в сравнительно комфортных условиях свободы и заботливого внимания со стороны старших. В отличие от их родителей, это поколение не пережило ни мировой экономический кризис 1930-х годов, ни мировую войну. Резко возросшее материальное благополучие казалось ему само собой разумеющимся. Среди граффити, которые оставляли на стенах студенты Сорбонны в мае 1968 года, встречались такие: «Нельзя влюбиться в прирост промышленного производства!»; «С 1936 года я боролся за повышение зарплаты. Раньше за это же боролся мой отец. Теперь у меня есть телевизор, холодильник и „фольксваген“, и все же я прожил жизнь, как козёл. Не торгуйтесь с боссами! Упраздните их!».
Новое поколение выступало за нонконформизм и социальную справедливость. Многие новые левые вслед за Гербертом Маркузе считали, что рабочий класс в развитых странах, добившись более обеспеченной жизни, перестал быть революционной силой, и его место в борьбе за изменение общества, за преодоление отчуждения, должны занять маргиналы, студенчество и интеллектуалы. Другие же отвергали политический активизм в принципе, проповедуя этику недеяния в духе буддизма или выступая за превращение жизни в непрерывный перформанс в духе авангардного искусства. «Новые левые» были противниками капитализма, но и социализм в том виде, в каком он существовал в странах социалистического лагеря, они не одобряли. Среди молодёжи стран Запада были популярны троцкизм, анархизм, а также маоизм (для некоторых примером для подражания была «Культурная революция», происходившая в то время в КНР), такие революционеры, как Че Гевара.
Молодёжь также протестовала против пуританской морали своих отцов и матерей в части сексуальных отношений. Именно в этот период массово заговорили о «сексуальной революции».
В наибольшей степени эпоха молодёжных протестов оказала влияние на культуру и искусство. Контркультура стала массовым явлением, идеалы молодёжи выражала рок-музыка, переживавшая тогда свой расцвет.
К 1973 году войска США были выведены из Вьетнама, в 1974 году в США был отменён призыв в вооружённые силы.
С конца 1960-х годов во многих странах была декриминализирована гомосексуальность. В США этот процесс начался после стоунволлских бунтов 1969 года.
В конечном счёте, западное общество проявило немалую гибкость и толерантность, «переварив» протесты молодёжи. К середине 1970-х левые радикальные движения перестали представлять угрозу стабильности западного общества, заняв весьма скромное место в политической сфере, но достаточно заметное — в искусстве и культуре.

## Регионы протестов
| Континент        | События |
| ---------------- | --- |
| Северная Америка | Протесты в Колумбийском университете в 1968 году Протесты во время съезда Демократической партии США в Чикаго в августе 1968 г. Бунт в Майами (1968) Протесты в Центральном парке Забастовки в восточном Лос-Анджелесе Беспорядки из-за убийства Мартина Лютера Кинга Забастовка санитаров в Мемфисе Кампания бедных людей Мятеж в Пресидио Забастовки Фронта освобождения Третьего мира Бойня в Оранжбурге Резня в Тлателолько Бунты Родни |
| Южная Америка    | Марш ста тысяч |
| Европа           | Майские события 1968 года во Франции Студенческое движение в ФРГ и Западном Берлине Протесты в Швеции (1967—1969) Студенческие волнения в Италии в марте 1968 года Политический кризис в Польше (1968) Студенческие волнения в Бельгии Захват Старого Студенческого дома в Финляндии Студенческие демонстрации в Югославии Демонстрация 25 августа 1968 года Пражская весна                                                                 |
| Азия             | Протесты против прибытия Шестого флота США (Турция) Движение 1968 года в Пакистане Протесты 1968 года в Японии |